# Tesla Cyberquad
Tesla Cyberquad je električno četvorotočkaško terensko vozilo koje je napravila kompanija Tesla, a predstavljeno je na Tesla Cybertruck otkrivanju u Hotornu u Kaliforniji u Tesla Dizajn Studiju. Na kraju prezentacije Ilon Mask najavio je „još jednu stvar“, i tada je prikazano utovarivanje terenca na Cybertruck tovarni prostor.
Nije naveden na Tesla veb stranici od 21. januara 2020. Međutim, pominje se u specifikacijama za Cybertruck, pominjući "Prostor za kutiju sa alatima, gumu i Cyberquad, sa još slobodnog prostora". 22. novembra 2019, Mask je tvitovao: „Tesla električni terenac za 2 osobe će isprva doći kao opcija za Cybertruck.“ Cena nije bila napomenuta.
Zaštitni znak „Cyberquad“ registrovan je u novembru 2019. godine.

## Punjenje
Terenac se može puniti u Cybertruck tovarnom prostoru.